# 美丽银背藤
美丽银背藤（学名：Argyreia speciosa），也有资料将其称为夏威夷小木蔷薇，为旋花科（Convolvulaceae）银背藤属植物。其原产于热带和亚热带地区，常作为观赏植物或草药栽培。由于名称和外观与同属植物Argyreia nervosa（通常被称为“夏威夷小木玫瑰/蔷薇”）相似，二者在中文俗名上常有混淆。

## 致幻作用
美丽银背藤的种子同其他银背藤属的种子一样，含有麦角酸酰胺类生物碱（Ergoline alkaloids），包括LSA（D-lysergic acid amide）等成分[3]。此类化合物与LSD结构相似，一些人认为具有致幻或精神活性作用。

## 参考文献

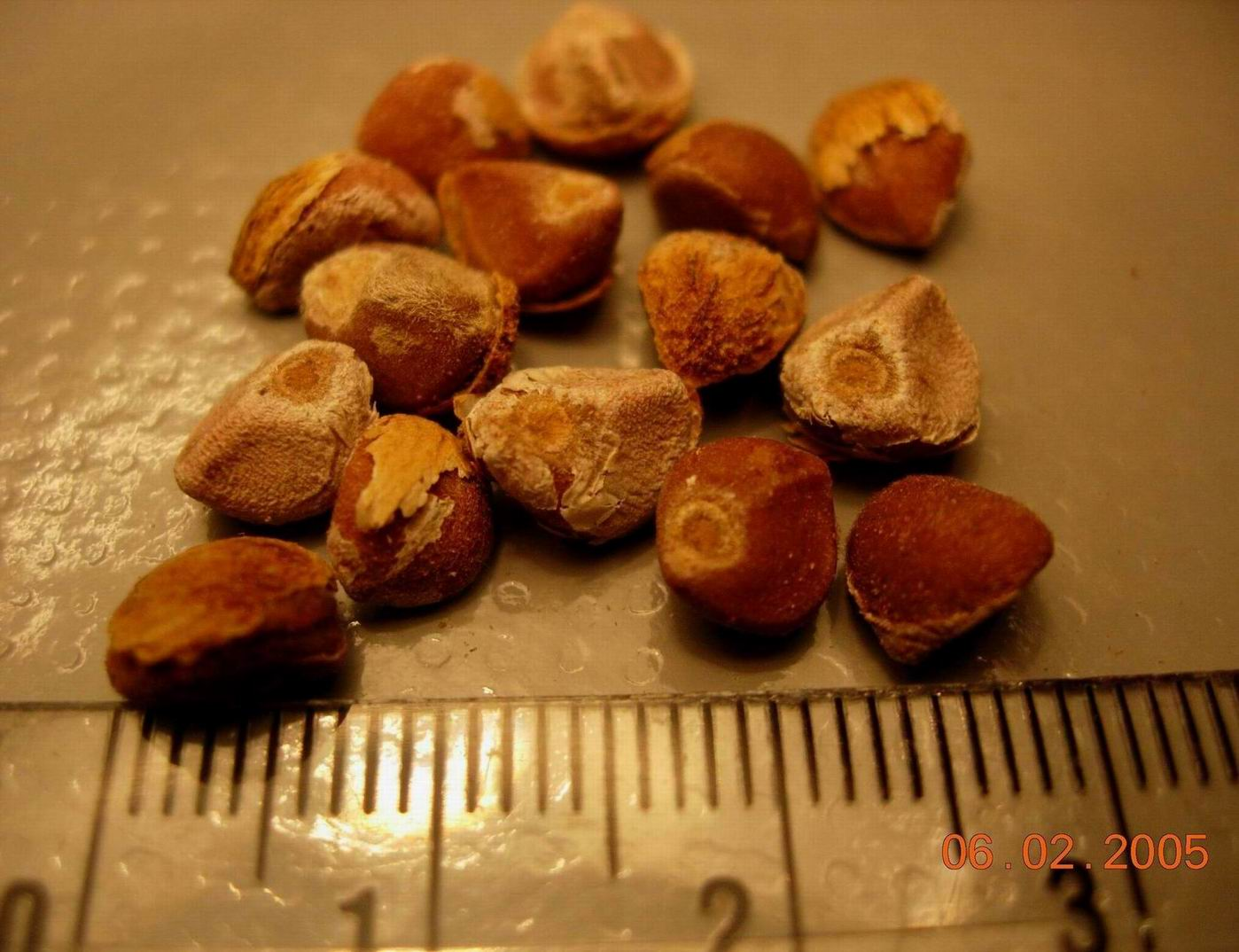
种子

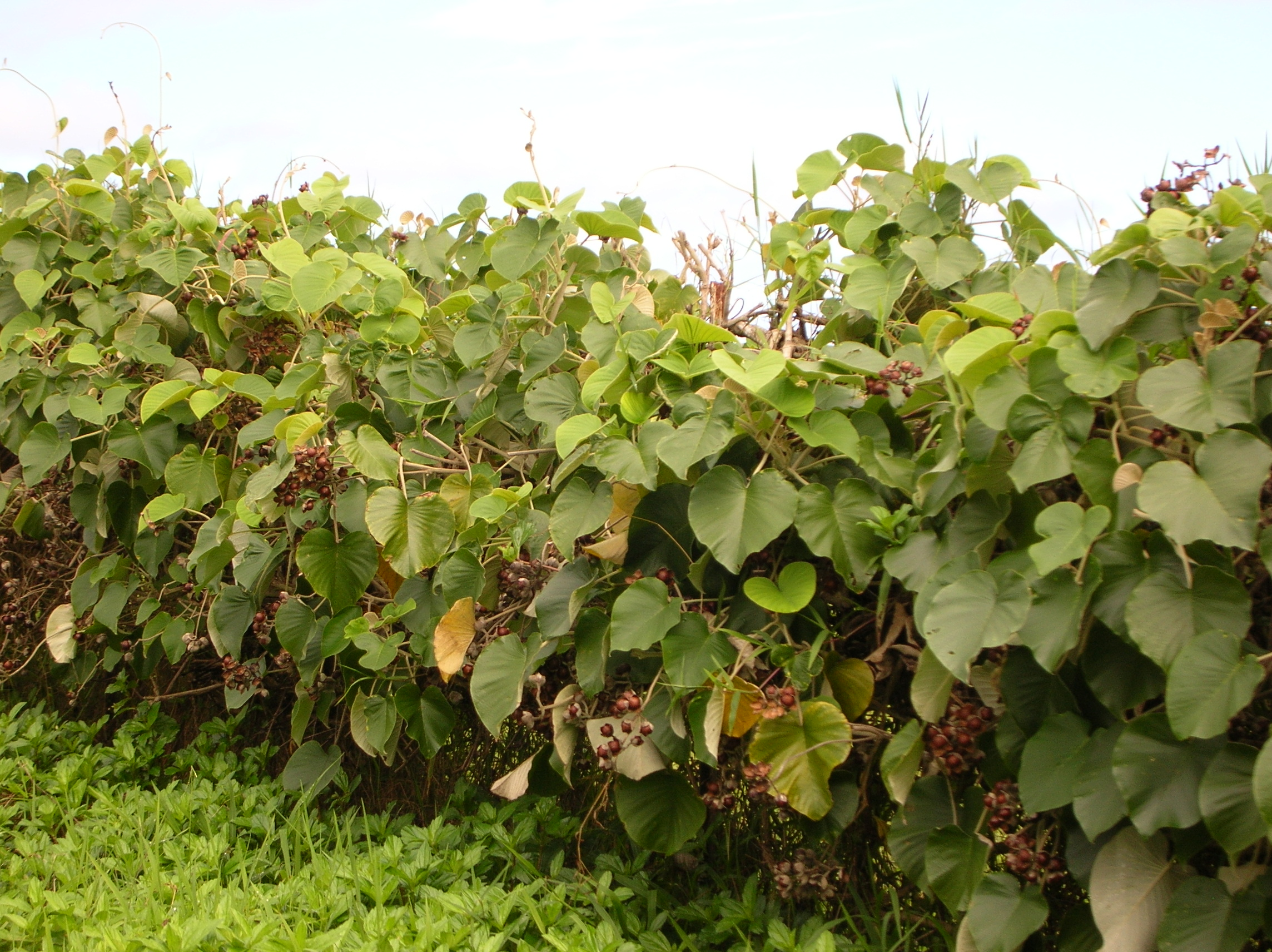
植被